# Edfú

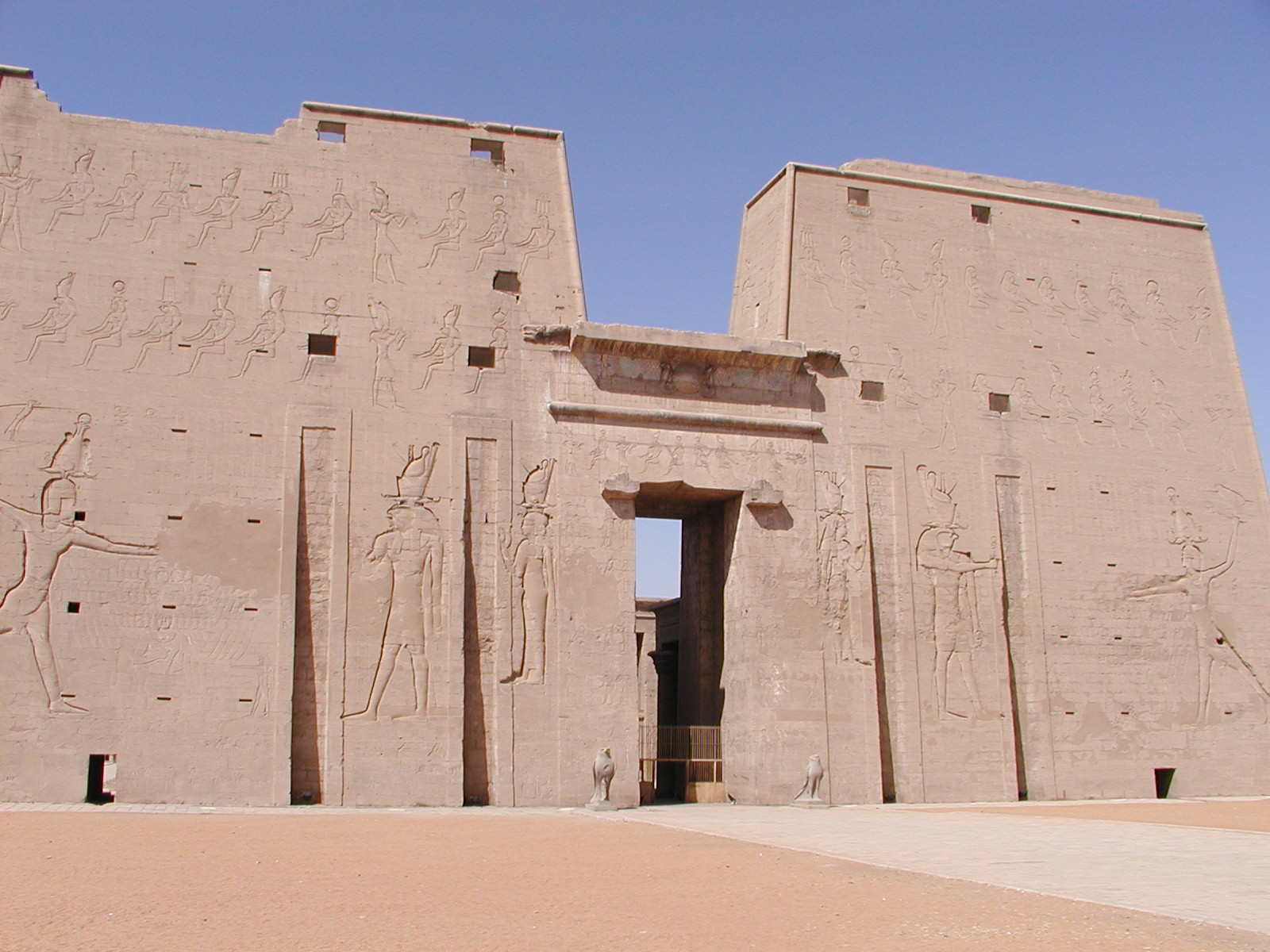
El temple d'Edfú

Edfú o Idfú (àrab: إدفو, Idfū) és una ciutat egípcia a la vora del Nil (part occidental) entre Esna i Aswan, amb uns 50.000 habitants i a uns 90 km al sud de Luxor. El seu primer nom fou Wetjeset-Hrw o "El lloc on Horus és lloat". Després es va dir Djeba ('Ciutat de la retribució'), que en llengua copta fou Etbó, d'on va venir Edfú. El lloc fou on tradicionalment es col·locava la batalla entre Horus i Set. A partir de la dinastia V, apareix amb el nom de Behdet. Durant la dominació romana, fou seu de la Legió II Trajana. En el període cristià fou seu d'un bisbe.

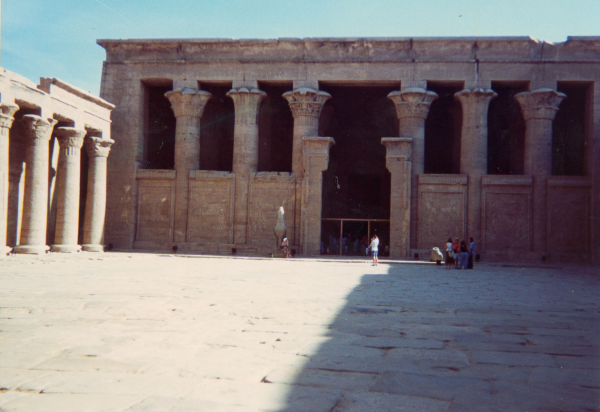
Pati del temple

Fou capital del nomós II de l'Alt Egipte i fou important ja en l'Imperi antic. Era centre de caravanes cap a l'oasi de Kharga a l'oest i les mines del desert oriental i costa de la mar Roja, a l'est. Les troballes més antigues són de la dinastia III, però el lloc segurament estava habitat ja abans. És tradició que Imhotep, el dissenyador de la piràmide esglaonada de Djoser, va fer un temple a Edfú dedicat a Horus. Amb la dinastia V, tota la regió es va dir Behedet o Behdet i el déu fou adorat com a Horus Behedet. Del període de la dinastia VI, es va trobar la tomba d'un dels nomarques de nom Isi "gran cap del nomós del tron d'Horus", que vivia més o menys en temps de Pepi I, que va arribar a ser adorat com un déu durant l'Imperi mitjà. Amb la dinastia X, apareix un sobirà de nom Ankhtify, que fou governador del nomós III (Ten, capital Nekhen) i es va apoderar de Behdet després de derrocar el monarca, que es deia Khuy i era aliat dels tebans.
En l'Imperi nou, alguns faraons com Ramsès II i Shabaka van construir a la ciutat.
En temps grecoromans,(Interpretatio graeca) la ciutat fou anomenada Apollinopolis Magna (Apol·lonòpolis Magna o Apol·linòpolis Magna, en grec: πόλις μεγάλη Ἀπόλλωνος, en llatí Apollonos Superioris), ja que Horus era identificat amb Apol·lo.

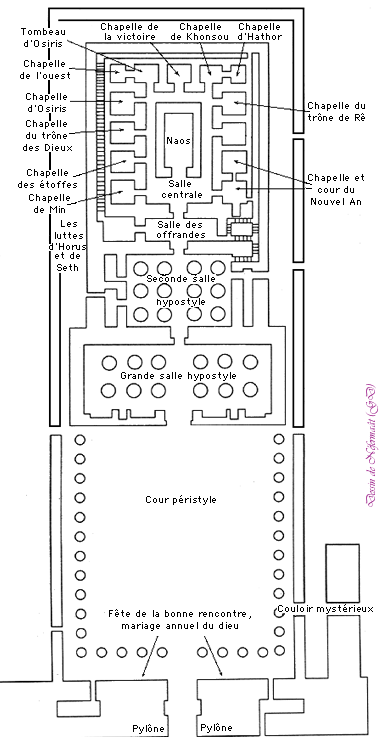
Plànol del temple

Les principals construccions làgides a Egipte foren el temple d'Isis a Files, el d'Hathor a Denderah i el d'Horus a Edfú, i és aquest el primer que van ordenar construir a Edfú. El temple ptolemaic d'Horus és el més ben conservat d'Egipte i fou anomenat Mesen, El lloc de l'arpó, la Casa de Ra, Nedjem Ankh, Gust de viure dins, la Finestra del falcó, l'altar d'Horus, i Wetjeset ('el lloc de lloar déu'); l'edifici principal fou anomenat Behdeti. La construcció en va començar el 23 d'agost del 237 aC sota Ptolemeu III Evergetes; el 206 aC, la construcció es va aturar per una revolta de dos prínceps de la zona de Tebes, que es van declarar independents dels faraons làgides; finalment, el temple fou consagrat per Ptolemeu VII Neofilopàtor i la seva dona Cleòpatra II.
La sala hipòstila exterior, amb 12 columnes, dona pas a la biblioteca, que era en una petita cambra; una altra cambra a l'oest era dedicada a consagrar els sacerdots; l'entrada a la pronaos obria un llarg tall rodejat per tres costats de columnes i al sud per un piló amb torres força altes. La part més sagrada era l'altar amb una estàtua; el santuari estava envoltat per setanta cambres i magatzems, un sala de 8 pilars, dues petites sales, i dues escales. Una capella tenia la barca sagrada; vuit capelles més en un corredor que portava fora del santuari eren dedicades probablement als déus principals: Isis, Osiris, Min, Khonsu, Ra, i a altres tres. Davant del santuari, hi havia una avantcambra, i a l'est una sala de sacrificis, que donava pas a la plaça de la puresa, on es vestien les estàtues i es rebien els amulets; a l'oest, una altra avantcambra era dedicada a Min; la següent cambra en direcció a la sortida era la de les ofrenes i seguia la sala hipòstila interior, amb dues grans columnes; dues cambres annexes servien per a un pas interior cap al temple, i per a emmagatzemar els tresors; les cambres adjacents a l'oest eren per a fer les ablucions i els olis sagrats, i la cambra sagrada del Nil, on es purificava l'aigua del nilòmetre exterior. Una sala hipòstila de 18 columnes es va afegir al sud, així, com unes portes, el 57 aC, deixant el temple complet. Si bé el temple és complet, les dependències annexes com el llac sagrat, cuines, magatzems, oficines, el lloc dels falcons i altres dependències van ser eliminades per la ciutat.
Mariette fou el primer que va arribar a Edfú el 1860; llavors, el temple es feia servir per a viure i hi havia estables i magatzems de productes agrícoles. S'havien fet parets de rajoles i algunes parts eren cobertes de sorra. Les feines de conservació que es van fer van permetre recuperar el temple.